# Сакура (песня)

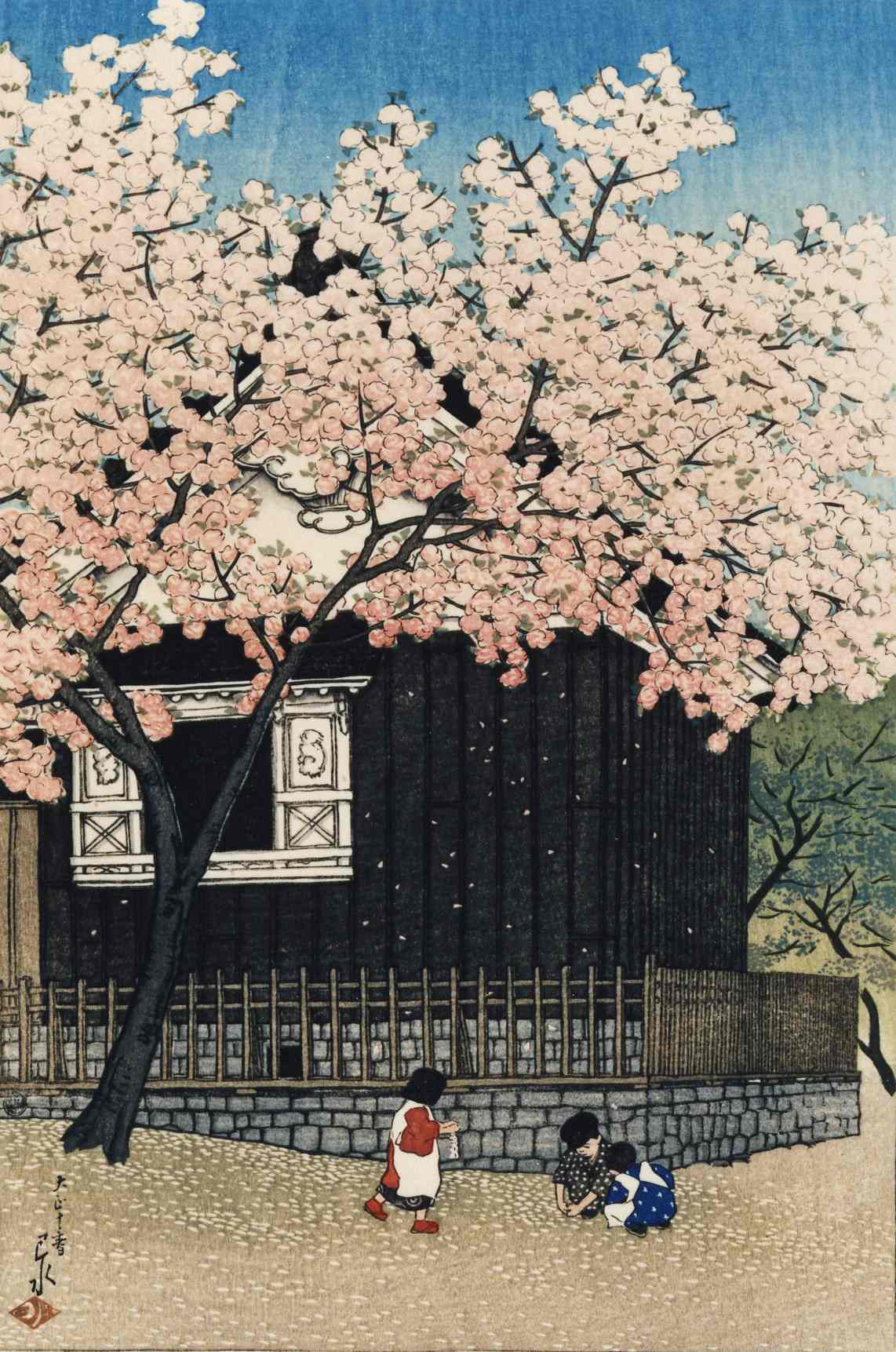
Хасуй Кавасэ. Атагояма весной. 1921

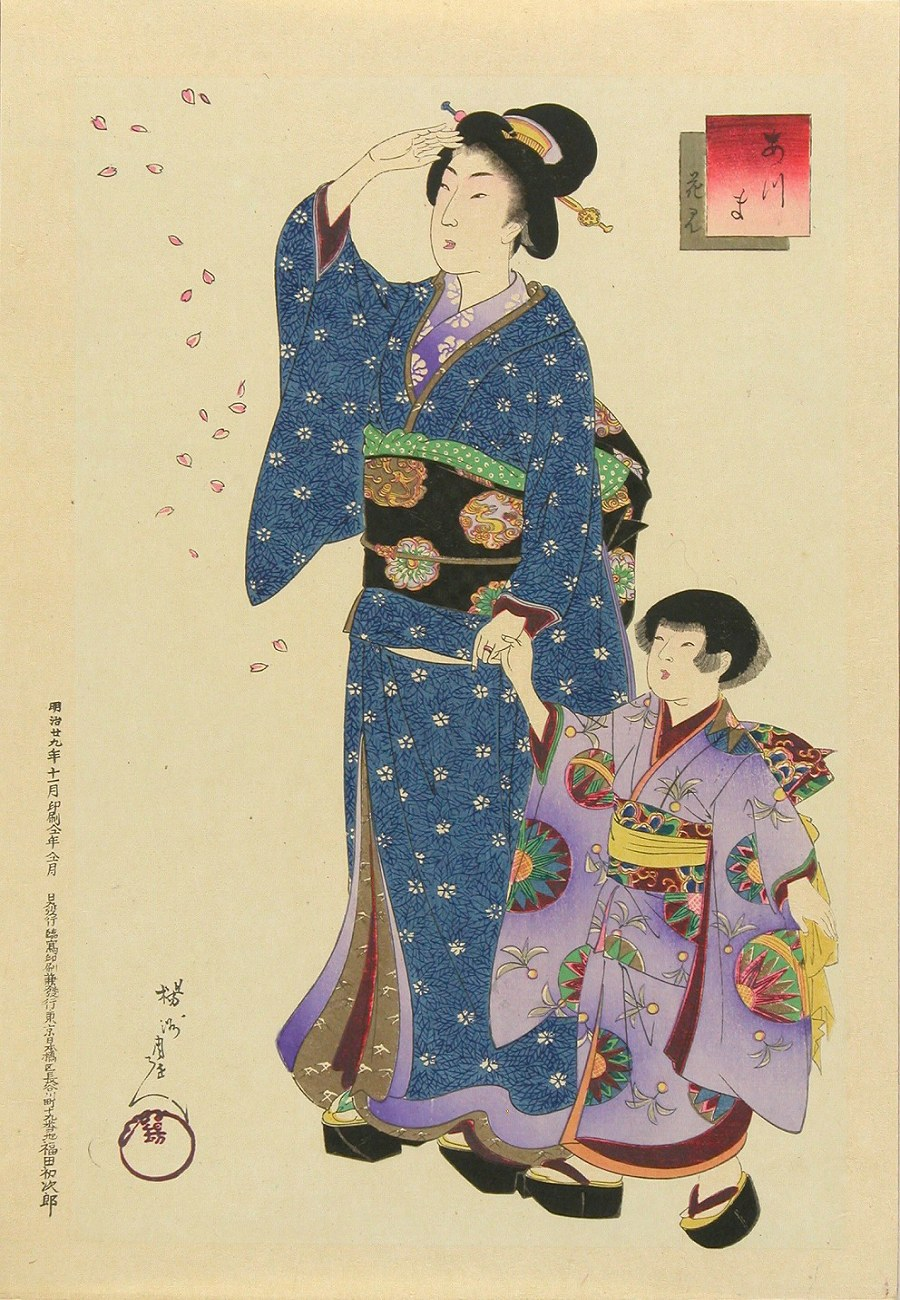
Тоёхара Тиканобу. Серия «Адзума». 1896

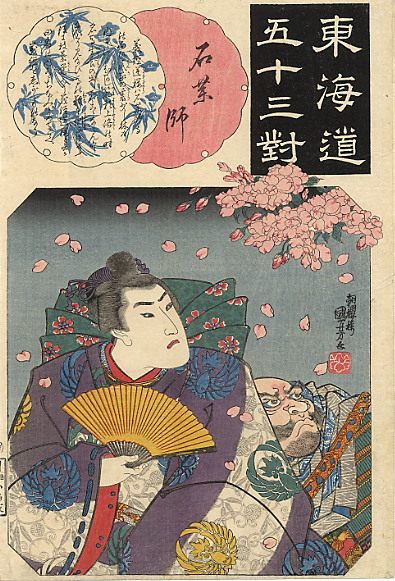
Утагава Куниёси. Серия «53 станции Токайдо». 1845—1846

«Сакура» (яп. さくらさくら) — японская народная песня. Появилась в конце периода Эдо. Она связана с японской традицией созерцания цветения ханами.

## Музыка
Мелодия основана на пентатонике g-b-c-d-f. Традиционно исполняется на кото.

## Текст песни
Оригинальный текст появился, вероятно, одновременно с мелодией, в конце периода Эдо.
| Японский текст                                                              | Хирагана | Транскрипция                                                                                          | Перевод |
| --------------------------------------------------------------------------- | --- | --- | --- |
| 桜 桜 弥生の空は 見渡す限り 霞か雲か 匂いぞ 出ずる いざや いざや 見に行かん | さくら さくら やよい の そら は みわたす かぎり かすみ か くも か におい ぞ いずる いざや いざや みに ゆかん | сакура сакура яёи-но сора-ва миватасу кагири касуми-ка кумо-ка ниои-дзо идзуру идзая идзая ми-ни юкан | Цветущая вишня, цветущая вишня! Мартовское небо! Куда бы я ни смотрел, вижу: Лёгкая дымка? или это облака? Струится чудесный аромат. Пойдём, пойдём, Полюбуемся… |

В 1941 году министерство образования издало сборник песен, в котором к оригинальному тексту «Сакуры» был добавлен ещё один куплет:
| Японский текст                                                 | Хирагана | Транскрипция                                                                                               | Перевод |
| -------------------------------------------------------------- | --- | --- | --- |
| 桜 桜 野山も里も 見渡す限り 霞か雲か 朝日に匂う 桜 桜 花ざかり | さくら さくら のやま も さと も みわたす かぎり かすみ か くも か あさひ に におう さくら さくら はな ざかり | сакура сакура нояма мо сато мо ми-ватасу кагири касуми ка кумо ка асахи ни нио: сакура сакура хана дзакари | Цветущая вишня, цветущая вишня, В полях, горах и деревнях Так далеко, как может видеть глаз. Это туман или облака? Запах восходящего Солнца. Цветущая вишня, цветущая вишня, Цветы расцвели. |

## Обзор
Первую публикацию песни в англоязычном издании осуществил Идзава Сюдзи в 1888 году. Он включил её в сборник японской музыки, предназначенный для обучения игре на кото.
В настоящее время эта песня изучается в музыкальных школах во множестве стран, в том числе — в России.
По опыту Синко Кондо, аспиранта по музыкальному образованию (Оклендский университет), американские дети воспринимают мелодию «Сакуры» как передающую нечто грустное или страшное; тогда как, с точки зрения японцев, она прекрасна, миролюбива и радостна. Однако, когда прослушивание песни сопровождается фотографиями цветущей сакуры, американские дети воспринимали её настроение гораздо более позитивно и ассоциировали с японской культурой.

## В культуре
Мелодия «Сакуры» используется в качестве позывного сигнала радиостанции NHK.
Первые строки "sakura sakura yayoi-no sora-wa miwatasu kagiri" служат прелюдией к песне Bon Jovi "Tokyo Road" со второго альбома 7800° Fahrenheit, выпущенного в 1985 году.
Японская группа BUCK-TICK использовала мелодию "Сакуры" для исполнения своей песни "Victims of Love" на концертах в ранних 90-х.
Японская группа Babymetal использовала мелодию "Сакуры" в своей песне "Megitsune" с альбома "Babymetal", выпущенного в 2014-м году.
В  техническом демо игры Detroit: Become Human,под названием «Kara» от французской студии Quantic Dream, андроид Кэра исполняет фрагмент песни для проверки японского языка у данной модели.